# Enrico Zanotti
Enrico Zanotti (Milano, 1921 – Campagna italiana di Russia, 7 gennaio 1943) è stato un militare italiano insignito della medaglia d'oro al valor militare alla memoria nel corso della seconda guerra mondiale.

## Biografia
Nacque a Milano nel 1921, figlio di Carlo Mario e Margherita Talamona. Figlio di un noto industriale serico, iscritto alla facoltà di chimica industriale dell'università di Milano, fu chiamato a prestare servizio militare di leva nel Regio Esercito nel febbraio 1941. Dopo aver frequentato il corso allievi ufficiali d'artiglieria a Potenza, nel marzo 1942 venne nominato sottotenente di complemento. Assegnato prima al deposito del 5º Reggimento artiglieria di Corpo d'armata, prestò successivamente servizio al 5º Raggruppamento artiglieria di Corpo d'armata a Pola, al 29º Raggruppamento ed infine al 12º Reggimento artiglieria di Corpo d'armata a Palermo. Nel novembre 1942, partito a domanda per l'Unione Sovietica, fu assegnato al LXII gruppo del 30º Raggruppamento artiglieria di Corpo d'armata dell'ARMIR. Cadde in combattimento sul fronte russo il 7 gennaio 1943, nel corso della seconda battaglia difensiva del Don, venendo insignito della medaglia d'oro al valor militare alla memoria. Dopo la sua morte l'Università di Milano gli conferì la laurea ad honorem in chimica industriale.